# Xenoses
Xenoses là một chi bướm đêm thuộc họ Sesiidae.

## Các loài
- Xenoses macropus  Durrant, 1924